# Apollo-tempel van Korinthe

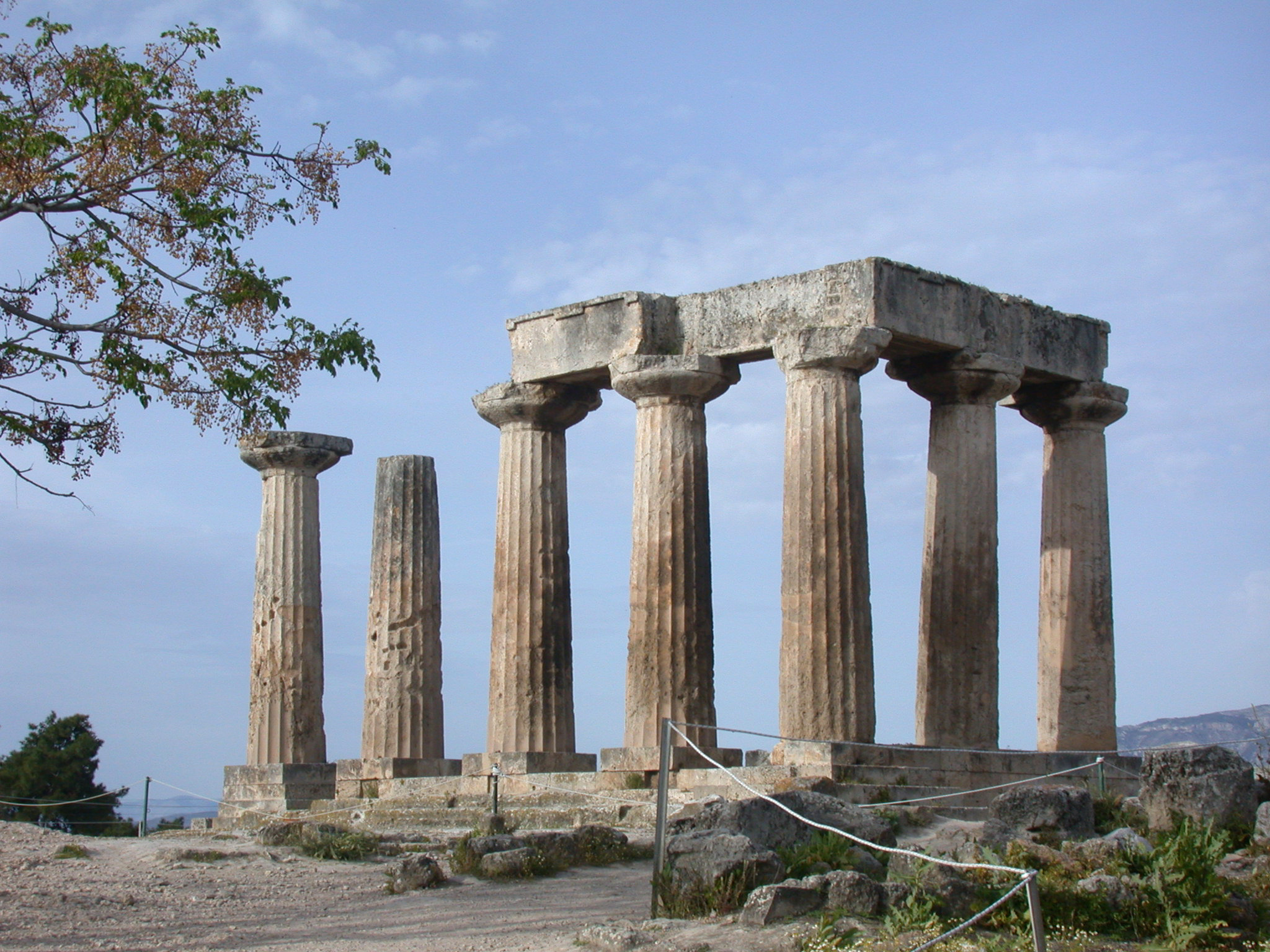
De Apollotempel van Korinthe.

De Apollo-tempel van Korinthe bevindt zich op de zogenaamde "tempelheuvel". De overblijfselen op deze heuvel duiden op een lange en actieve bewoning door de mens. De nivelleringswerken zijn verantwoordelijk voor het uitwissen van bepaalde fasen van bewoning. In het verre verleden, misschien tot aan de vroege 2e eeuw v.Chr. was de tempelheuvel geen heuvel maar deel van een lange bergrug bestaande uit kalksteen, poros genaamd. Deze bergrug strekte zich zonder onderbreking uit van de Lechaionweg zuidwestelijk over een afstand van ca. 650 m.

## Geschiedenis van de tempel

### De oude tempel
Het bestaan van de oudste tempel op de tempelheuvel, de zogenaamde laatgeometrische tempel werd voor het eerst opgemerkt door Weinberg en bevestigd door de Roebuchs. De vorige noch de huidige opgravers hebben enige sporen van deze structuur in situ gevonden. Er werden alleen beschadigde bouwblokken -van de geelachtige poroskalksteen- en gebroken terracotta dakpannen aangetroffen op de noordelijke helling van de tempelheuvel. Het was er gedumpt na de vernieling van de oude tempel, met het oog op de bouw van een nieuwe en grotere constructie in de 6e eeuw v. Chr.
Waarschijnlijk lag de oudere tempel op dezelfde plaats als de 6e-eeuwse tempel (en wellicht met dezelfde oriëntatie). De rots op de top van de heuvel werd door de 6e-eeuwse bouwers opgeruimd, op een 20 cm dunne prehistorische laag na. Deze opruiming was nodig om de lijnen te kunnen uitzetten voor de funderingen van de nieuwe tempel. In de dunne prehistorische laag en in de moederrots werden greppels uitgehouwen, die als bedding moesten dienen van de stereobaat, van de naosmuren en van de inwendige zuilen. Carl Roebuch suggereerde dat bepaalde onregelmatigheden in de funderingsgreppels misschien verband houden met de aanwezigheid van de funderingsgrachten van de oude tempel, die door de aanleg van de veel diepere greppels, bestemd voor de 6e-eeuwse tempel, uitgewist werden. Deze afwijkingen geven ons echter geen plan van de oudere constructie; het is mogelijk dat de afwijkingen het resultaat zijn van slordig werk van de 6e-eeuwse metselaars. De exacte plaats en de afmetingen zijn hierdoor onduidelijk of althans onzeker.
De oudere tempel bestond wellicht uit een naos, van een stylobaat is er geen spoor gevonden. De muren waren opgebouwd in metselwerk en de houten daksparren waren bedekt met zware terracotta dakpannen. De binnenzijde van de cellamuren waren voorzien van stuccoversiering en beschilderingen in effen kleuren (zwart en rood), op rechthoekige panelen aangebracht en gescheiden door smalle horizontale en verticale banden. Er is tevens een terracotta pinaxfragment bewaard dat gediend kan hebben als decoratie van de inwendige structuur van de tempel. Er werden tevens twee kleine stukjes van beschilderde friezen aangetroffen (uit poros) die misschien met de oudere tempel geassocieerd kunnen worden. Ze zouden een cornice of ten minste een kroonlijst vertegenwoordigen die aan de binnenzijde versierd was met geschilderde motieven in zwart, groen en misschien ook rood. De verschillende elementen van de versieringen werden in rood of zwart afgelijnd en dan rechtstreeks op de steen geschilderd in een effen kleur. Voor de originele toestand van de buitenste muren bestaan weinig gegevens. Wel werd er een fragment gevonden van een poros muurblok dat versierd is met een ingekerfd motief. Er is geen stucco of verf zichtbaar op de steen, maar aan één einde siert een ingekerfde lijn een band die ten minste 40 cm breed is en waarop drie ingekerfde concentrische diamantmotieven zijn aangebracht. Het is mogelijk dat deze vorm van versiering voorkwam over het geheel van de buitenste muren.
Het meest opmerkelijk voor de oudere tempel is de massa dakpanfragmenten die aan het licht kwamen tijdens de opgravingen van Mary Roebuch en Robinson. De pannen vertegenwoordigen een daksysteem dat vergelijkbaar is met dat te Isthmia. In tegenstelling tot de versierde pannen te Isthmia hebben de dakpannen van de tempelheuvel een ononderbroken concaaf profiel aan de onderste rand, dat zich uitbreidt over de ganse breedte van de pan. Opvallend voor de dakpannen is ongetwijfeld de kleur: ongeveer 5/6 van de pannen waren bedekt met een geelachtige sliblaag. De overige pannen waren voorzien van een zwarte laag. Ondanks het feit dat de zwarte kleur varieert van effen zwart naar een roodachtige kleur, zijn deze dakpannen te talrijk om afgedaan te worden als misbaksels. Het dak van de tempel was bichroom en bestond uit verticale rijen van gele en zwarte dakpannen (van de nok naar de onderste dakrand). Gezien de verhouding in aantal tussen de gele en zwarte pannen kan er aangenomen worden dat er voor elke rij zwarte dakpannen vijf gele rijen waren. Robinson berekende het totale gewicht van de dakbedekking en kwam tot de conclusie dat de houten dakconstructie een gewicht van ten minste 5 ton moet schragen. En dit is dan nog een minimum berekening: de realiteit zou wellicht meer benaderd worden met een gewicht van ca. 16 ton.
De datering van de oudere tempel vormt een probleem omdat er geen enkele steen van het gebouw in situ werd aangetroffen. De vondst van potscherven van een vroege protokorinthische kruik, vermengd met schilfers van blokken geven aan dat de tempel zeker niet vroeger te dateren valt dan 700 v.Chr. De tempel sierde de tempelheuvel gedurende een periode van ongeveer 120 jaar, tot aan de vernieling van het heiligdom door brand omstreeks 580 v.Chr.

### De nieuwe tempel

#### Geschiedenis
Na de verwoesting van de 7e-eeuwse tempel omstreeks 580 v.Chr. werden de eerste plannen gemaakt voor een nieuwe, veel grotere constructie. Enkele decennia later (560-550 v.Chr.) werd de nieuwe tempel gebouwd.
De talrijke Romeinse dakpannen die op de tempelsite werden aangetroffen wijzen op reparaties die de 6e-eeuwse tempel onderging ten gevolge van de beschadiging door de Romeinen onder leiding van Mummius in 146 v.Chr. Door erosie en verwering is de omvang van de door de Romeinen aangerichte schade moeilijk te achterhalen. Aangenomen wordt dat de Apollotempel ten minste tot aan het niveau van de fries beschadigd was op het moment dat de Romeinen met de restauratiewerken begonnen in het begin van de 1e eeuw n.Chr. 
Aan de noordzijde van de tempelheuvel werd immers een vroeg-Romeinse terraslaag gevonden, die een aantal blokken bevatte, die daar achtergelaten waren in het begin van de 1e eeuw n.C. Het lijkt erop dat de blokken bedoeld waren voor de reparatie van het enige monumentale gebouw in de nabijheid, namelijk de 6e-eeuwse Apollo-tempel. Het was in dezelfde laag dat er Romeinse architecturale terracotta’s werden gevonden (fragmenten van acroteria, nokpalmetten en antefixen).
Een belangrijke verandering aan de tempel in de vroeg-Romeinse periode was de verwijdering van de interne Dorische zuilen. De monolithische zuilen werden hergebruikt bij de bouw van een colonnade voor de zuidwestzijde van de agora. Er werden geen resten van Romeinse zuilen (in kalksteen of marmer) gevonden van voldoende grootte om aan te nemen dat er een nieuwe interne colonnade werd gebouwd. Het is waarschijnlijk dat de cella door de Romeinen bedekt werd met houten balken in een dakstoelconstructie of met een gewelf.
De verwoesting en verlating van de tempel in de 6e eeuw n.Chr. is waarschijnlijk het gevolg van een aardbeving. De ingestorte zuilen werden hergebruikt (bijvoorbeeld in de zuidelijke muur van de vroegchristelijke basilica) of werden verbrand voor kalk. De funderingen van de stylobaat bleven alleen van plundering gespaard op plaatsen waar nog zuilen rechtstonden. De cellamuren waren wellicht al op een vroeger tijdstip vernield.
Ten tijde van Cyriacus van Ancona (1436) waren er nog 13 of 14 van de oorspronkelijke 38 zuilen nog aanwezig. In 1766 wordt nog melding gemaakt van 11 zuilen die overeind zouden hebben gestaan. Amper een halve eeuw later (omstreeks 1801) werden vier zuilen met buskruit opgeblazen. De fragmenten werden waarschijnlijk hergebruikt voor de bouw van een Turkse boerderij op de tempelsite. Deze boerderij maakte deel uit van het paleis van de Turkse veldheer Nuri Bey die samen met zijn zoon over de streek regeerde.
De laatste verstoring van de tempelsite (op de archeologische opgravingen na) vond plaats vóór 1829, wanneer de noordoostzijde van de tempelfunderingen bedekt werd met een hoog kazernegebouw, gewoonlijk aangeduid als het schoolgebouw van Kapodistria. Het dak van dit gebouw werd blijkbaar vernield door de grote aardbeving van 1858. In de winter van 1906-1907 werd het gebouw gesloopt door de Griekse dienst van Antiquiteiten. De afbraak was echter slechts gedeeltelijk; de muren die op de rotsbeddingen van de 6e-eeuwse tempel stonden werden verwijderd, elders op de tempelheuvel werden de muren slechts tot aan het grondniveau gesloopt. In 1972 zorgde Henry Robinson voor de uiteindelijke verwijdering van de resterende muren.

#### Grondplan
Op basis van de archeologische opgravingen en topografische observaties is het grondplan van de nieuwe tempel goed reconstrueerbaar. Het betrof een hexastyle tempel met een ophistodomos die als templum in antis en niet als prostylos was ontwikkeld. Uit de verhouding tussen de zuilafstand, lengte en breedte van de tempel kan afgeleid worden dat de tempel aan de lange zijden 15 en aan de korte zijden 6 zuilen telde. Deze verhouding is niet ongewoon; dezelfde verhouding is van toepassing op de Apollotempel van Phigalia. Verder zijn vooral de proporties van de cella opmerkelijk: de binnenzuilen van de bijna vierkante westelijke cella waren zo geordend dat de breedte van het middenschip (gemeten vanuit de interaxiale zuilafstanden) ongeveer gelijk is aan de helft van de hele cellabreedte. Vraag is hierbij of deze tempel werkelijk een dubbeltempel was en dus of er, zoals bij het Parthenon te Athene, een cultuscella en een schatkamer was. In de westelijke cella werden funderingsresten aangetroffen van een basis. Wegens de grondige vernieling van die resten is het onmogelijk de exacte diepte van de bedding voor die basis te bepalen. De vage standsporen laten een schatting toe waarbij breedte van de basis ca. 2,23 m zou bedragen. Gezien de grootte en de locatie van de basis, is het gerechtvaardigd aan te nemen dat er een cultusbeeld zou zijn geweest en dat westelijke cella aan de westzijde open was. Deze vaststellingen wijzen er tevens op dat er geen deuropening was in de muur tussen de twee cellae, omdat dan het beeld de toegang tot de oostelijke cella zou hebben gehinderd.

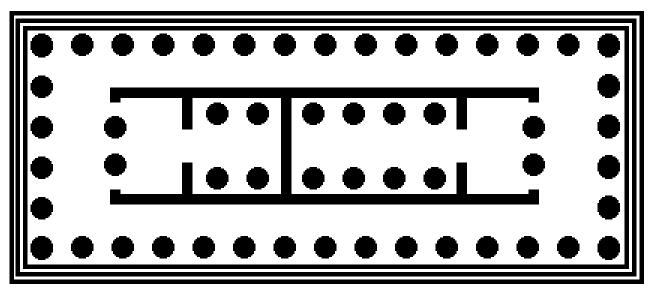
Reconstructie van de 6e-eeuwse Apollo-tempel. Ontwerp van David Degelin

## Het heiligdom en de cultus
Ten zuiden van de 6e-eeuwse tempel werd een trap aangetroffen, die geassocieerd wordt met het Apollo-heiligdom. De trap was oorspronkelijk meer dan 10m breed en verbond de 6e-eeuwse tempel met een heiligdom aan de zuidoostelijke voet van de heuvel. Het absidale gebouw dat hier stond wordt veelal beschouwd als een soort orakel en wordt de peribolos van Apollo genoemd. Het is dan ook verleidelijk om te suggereren dat het orakel deel uitmaakte van het heiligdom op de heuvel. Deze hypothese is echter niet bewezen. Een gelijkaardig probleem stelt zich voor de identificatie van de godheid die in de twee opeenvolgende tempels zou vereerd zijn. Deze leemte in het archeologische bronnenmateriaal kan opgevuld worden door teksten uit de oudheid. Een belangrijke bron hierbij vormen de teksten van de periegetos Pausanias. Bij zijn beschrijvingen van de monumenten te Korinthe moet er rekening gehouden worden met het feit dat de Romeinse kolonisten van 44 v.Chr. de Griekse cultus zo veel mogelijk vervangen hadden door een Romeinse, vooral omdat Korinthe de hoofdstad werd van de provincie Griekenland.
Bepaalde passages bij Herodotus en Pindarus tonen aan dat er te Korinthe vanaf de vroege 6e eeuw v.Chr. een prominente cultus bestond van Apollo Pythius. Op basis van deze teksten en de vondst van het orakelgebouw aan de zuidoostelijke voet van de tempelheuvel stelt onder meer Robinson dat Apollo Pythius de beschermgod zou zijn geweest van de tempels op de heuvel en dat deze godheid al ten tijde van de tiran Cypselus (7e eeuw v.Chr.) zou vereerd zijn. De schatkist zou zich volgens Robinson te Delphi hebben bevonden.

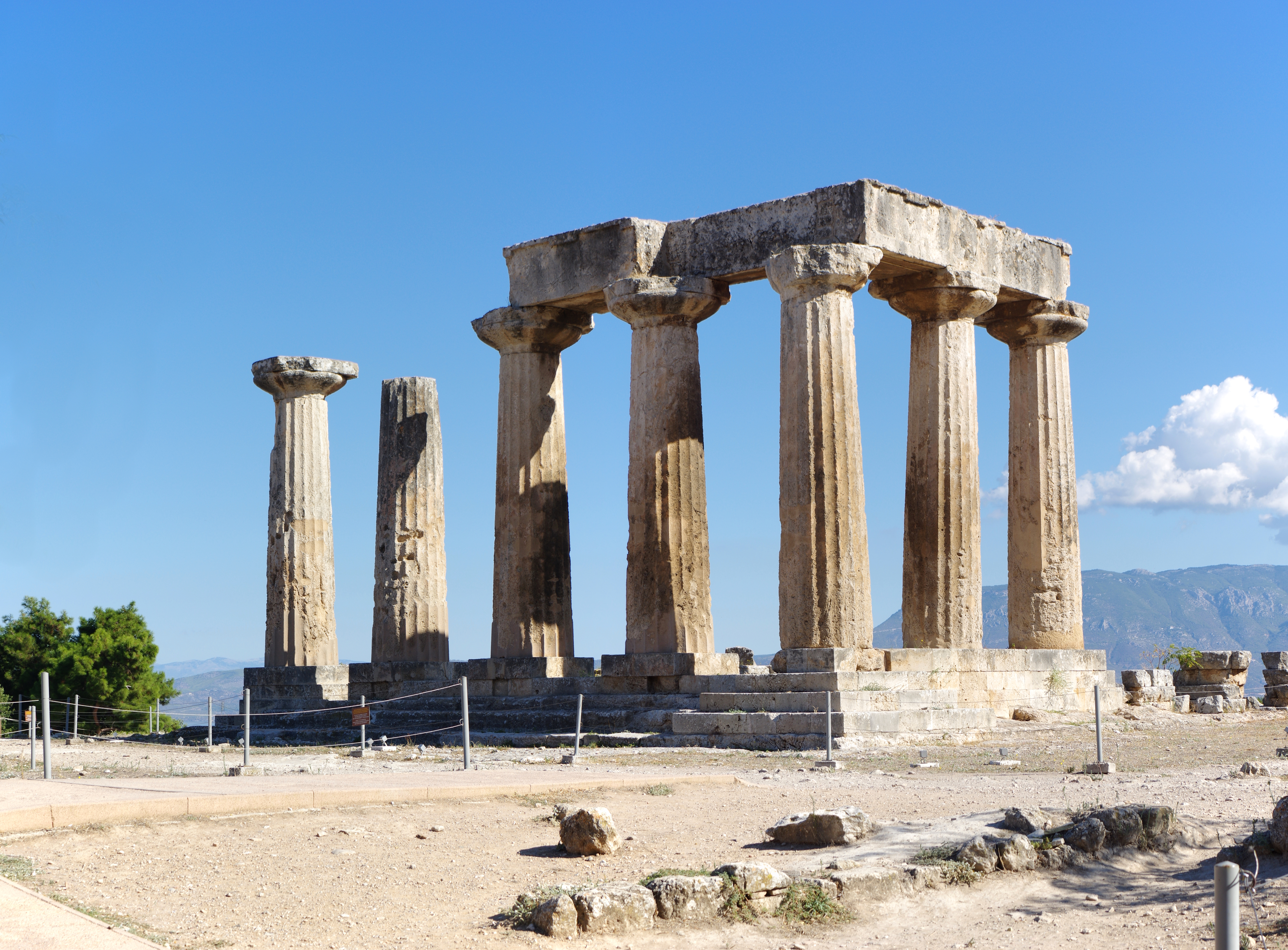
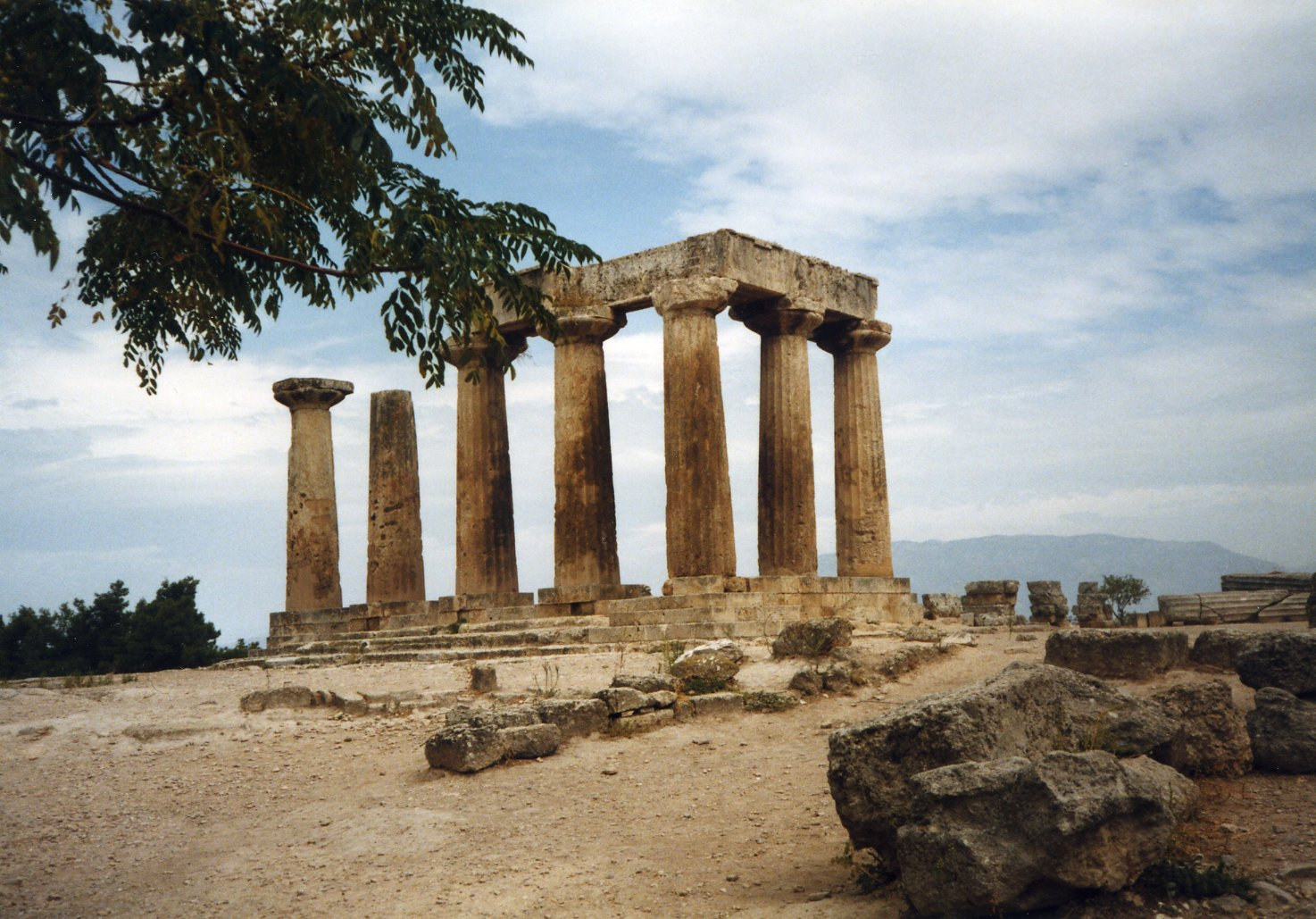

Extract uit studie 'Het Apolloheiligdom van Korinthe' van David Degelin.